# توريس فيدراس
توريس فيدراس هي مدينة من مدن البرتغال. يبلغ عدد سكانها 79,465 نسمة وذلك حسب إحصائيات سنة 2011.

## توأمة
لتوريس فيدراس اتفاقيات توأمة مع كل من:
- فيلناف دورنون
- ويلينغتون [الإنجليزية]‏
- لاغوس
- ليلوبون [الإنجليزية]‏

## أعلام
- مانويل كليمنت
- أندريه سانتوس
- لويس كابرال
- إليانور البرتغالية
- نيسلون باريرا
- لوبو سوارس
- جواكيم أغوستينو